# Збірна Німеччини з хокею із шайбою
Збірна Німеччини з хокею із шайбою — національна команда Німеччини, що представляє країну на міжнародних змаганнях з хокею із шайбою. Опікується командою Федерація хокею Німеччини (Deutscher Eishockey-Bund). Найкращі досягнення команди були ще в далеких 30-х роках 20 століття, коли на чемпіонатах світу та олімпійських турнірах збірна здобула кілька срібних та бронзових медалей. 
Починаючи з 2000-х років, цей вид спорту знову знайшов численних прихильників у країні, команда постійно входить до чільної десятки світового хокею, а в самій Німеччині офіційно налічується 25 934 хокеїстів (0,03% населення).

## Результати

### Виступи на Олімпійських іграх
- 1928 — 9-е місце
- 1932 —  3-є місце
- 1936 — 5-е місце
- 1948 — 6-е місце
- 1952 — 8-е місце
- 1956 — 6-е місце (Об'єднана німецька команда)
- 1960 — 6-е місце (Об'єднана німецька команда)
- 1964 — 7-е місце (Об'єднана німецька команда)
- 1968 — 7-е місце
- 1972 — 7-е місце
- 1976 —  3-є місце
- 1980 — 10-е місце
- 1984 — 5-е місце
- 1988 — 5-е місце
- 1992 — 6-е місце
- 1994 — 7-е місце
- 1998 — 9-е місце
- 2002 — 8-е місце
- 2006 — 10-е місце
- 2010 — 11-е місце
- 2014 — не кваліфікувалася
- 2018 —  2-е місце
- 2022 — 10-е місце

### Виступи на чемпіонаті світу
- 1930 —  2-е місце
- 1931 — не брала участь
- 1932 —  3-є місце
- 1933 — 5-е місце
- 1934 —  3-є місце
- 1935 — 9-е місце
- 1936 — 6-е місце
- 1937 — 4-е місце
- 1938 — 4-е місце
- 1939 — 5-е місце
- 1953 —  2-е місце
- 1954 — 5-е місце
- 1955 — 6-е місце
- 1959 — 7-е місце
- 1961 — 8-е місце
- 1962 — 6-е місце
- 1963 — 7-е місце
- 1965 — 11-е місце
- 1966 — 9-е місце
- 1967 — 8-е місце
- 1969 — 10-е місце
- 1970 — 8-е місце
- 1971 — 5-е місце
- 1972 — 5-е місце
- 1973 — 6-е місце
- 1974 — 9-е місце
- 1975 — 8-е місце
- 1976 — 6-е місце
- 1977 — 7-е місце
- 1978 — 5-е місце
- 1979 — 6-е місце
- 1981 — 7-е місце
- 1982 — 6-е місце
- 1983 — 5-е місце
- 1985 — 7-е місце
- 1986 — 7-е місце
- 1987 — 6-е місце
- 1989 — 7-е місце
- 1990 — 7-е місце
- 1991 — 8-е місце
- 1992 — 9-е місце
- 1993 — 5-е місце
- 1994 — 9-е місце
- 1995 — 9-е місце
- 1996 — 8-е місце
- 1997 — 11-е місце
- 1998 — 11-е місце
- 1999 — 20-е місце
- 2000 — 17-е місце
- 2001 — 8-е місце
- 2002 — 8-е місце
- 2003 — 6-е місце
- 2004 — 9-е місце
- 2005 — 15-е місце
- 2006 — 17-е місце
- 2007 — 9-е місце
- 2008 — 10-е місце
- 2009 — 15-е місце
- 2010 — 4-е місце
- 2011 — 7-е місце
- 2012 — 12-е місце
- 2013 — 9-е місце
- 2014 — 14-е місце
- 2015 — 10-е місце
- 2016 — 7-е місце
- 2017 — 8-е місце
- 2018 — 11-е місце
- 2019 — 6-е місце
- 2021 — 4-е місце
- 2022 — 7-е місце
- 2023 —  2-е місце
- 2024 — 6-е місце
- 2025 — 9-е місце

## Склад команди
Склад гравців на чемпіонаті світу 2015
Станом на 17 травня 2015
Воротарі
| №  | Гравець              | Хват | Зріст  | Вага  | Дата народження | Команда         |
| -- | -------------------- | ---- | ------ | ----- | --------------- | --------------- |
| 33 | Данні аус ден Біркен | Л    | 186 см | 89 кг | 15 лютого 1985  | Кельнер Гайє    |
| 44 | Денніс Ендрас        | Л    | 182 см | 80 кг | 14 липня 1985   | Адлер Мангейм   |
| 51 | Тімо Пільмайєр       | Л    | 183 см | 82 кг | 7 липня 1989    | ЕРК Інгольштадт |

Захисники
| №  | Гравець        | Хват | Зріст  | Вага  | Дата народження   | Команда                 |
| -- | -------------- | ---- | ------ | ----- | ----------------- | ----------------------- |
| 3  | Джастін Крюгер | П    | 190 см | 98 кг | 6 жовтня 1986     | СК Берн                 |
| 13 | Стефан Дашнер  | П    | 180 см | 80 кг | 5 серпня 1988     | ХК Дюссельдорф          |
| 15 | Єнс Баксманн   | Л    | 181 см | 86 кг | 24 березня 1985   | Айсберен Берлін         |
| 34 | Бенедікт Коль  | П    | 180 см | 84 кг | 31 березня 1988   | ЕРК Інгольштадт         |
| 40 | Бйорн Крупп    | П    | 191 см | 92 кг | 6 березня 1991    | Грізлі Адамс Вольфсбург |
| 55 | Патрік Кеппхен | Л    | 180 см | 88 кг | 21 червня 1980    | ЕРК Інгольштадт         |
| 77 | Ніколай Гоч    | Л    | 182 см | 85 кг | 17 червня 1986    | Адлер Мангейм           |
| 91 | Моріц Мюллер   | Л    | 187 см | 91 кг | 19 листопада 1986 | Кельнер Гайє            |

Нападники
| №  | Гравець           | Хват | Зріст  | Вага  | Дата народження | Команда              |
| -- | ----------------- | ---- | ------ | ----- | --------------- | -------------------- |
| 9  | Тобіас Рідер      | Л    | 180см  | 82 кг | 10 січня 1993   | Аризона Койотс       |
| 16 | Міхаель Вольф С   | П    | 178 см | 85 кг | 24 січня 1981   | Ред Булл Мюнхен      |
| 17 | Маркус Кінк А     | Л    | 186 см | 97 кг | 13 січня 1985   | Адлер Мангейм        |
| 18 | Кай Госпельт      | Л    | 185 см | 86 кг | 23 серпня 1985  | Адлер Мангейм        |
| 19 | Томас Оппенгаймер | П    | 186 см | 87 кг | 16 грудня 1988  | Гамбург Фрізерс      |
| 21 | Ніколас Креммер   | Л    | 186 см | 94 кг | 23 жовтня 1992  | Гамбург Фрізерс      |
| 22 | Маттіас Плахта    | Л    | 184 см | 99 кг | 16 травня 1991  | Адлер Мангейм        |
| 36 | Яннік Зайденберг  | Л    | 172 см | 82 кг | 11 січня 1984   | Ред Булл Мюнхен      |
| 37 | Патрік Раймер А   | П    | 179 см | 86 кг | 10 грудня 1982  | Нюрнберг Айс Тайгерс |
| 42 | Ясін Егліз        | Л    | 177 см | 84 кг | 30 грудня 1992  | Нюрнберг Айс Тайгерс |
| 47 | Крістоф Улльманн  | Л    | 182 см | 90 кг | 19 травня 1983  | Адлер Мангейм        |
| 50 | Патрік Гагер      | Л    | 178 см | 80 кг | 8 вересня 1988  | ЕРК Інгольштадт      |
| 86 | Даніель Пітта     | Л    | 184 см | 94 кг | 9 грудня 1986   | Крефельд Пінгвін     |
| 93 | Брент Редеке      | Л    | 183 см | 86 кг | 29 травня 1990  | Ізерлон Рустерс      |

Тренерський штаб
| Функція          | Ім'я            | Громадянство | Дата народження |
| ---------------- | --------------- | ------------ | --------------- |
| Головний тренер  | Пет Кортіна     | Канада       | 4 вересня 1964  |
| Асистент тренера | Джефф Томлінсон | Канада       | 23 квітня 1970  |
| Асистент тренера | Джефф Ворд      | Канада       | 8 квітня 1962   |